# جون أوبراين (كاتب)
جون أوبراين (بالإنجليزية: Patrick Joseph Hartigan)‏ هو قسيس وكاتب وشاعر أسترالي، ولد في 13 أكتوبر 1878، وتوفي في 27 ديسمبر 1952.

## وصلات خارجية
- جون أوبراين على موقع ميوزك برينز (الإنجليزية)